# Manuel Albuquerque Gonçalves de Aguiar
Manuel Albuquerque Gonçalves de Aguiar OA • ComA (13 de setembro de 1909 - 11 de junho de 1981) foi um político e militar que foi Encarregado do Governo de Timor português e sucedeu ao governador, o capitão de infantaria César Maria de Serpa Rosa entre o dia 14 de julho de 1958 e 22 de junho de 1959. 

## Movimento insurrecional de 1959 ou o levantamento de Viqueque
Este Encarregado de Governo do Timor português e Comandante Militar teve durante onze meses à frente da administração colonial portuguesa, quando se passou "o movimento insurreccional de junho de 1959", mais conhecido levantamento de Viqueque. Esta rebelião foi esmagada por uma companhia de goeses. Quando no dia 22 de junho de 1959, o governador de Timor português,  major Filipe José Freire Themudo Barata chegou a Díli ele notou que "[o]s acontecimentos estavam ainda muitos frescos. O ambiente sentia-se como que carregado de electricidade: faiscava ao mais leve atrito". No almoço entre o Comandante Militar, o tenente-coronel Manuel Albuquerque Gonçalves de Aguiar, e o  governador do Timor português, major Filipe Themudo Barata, "[f]ico inteirado da situação, mas, quanto às fases anteriores e questões envolventes, o Tenente-Coronel Aguiar diz-me que com o tempo e pormenor me relatará tudo. Essa ocasião, todavia, nunca chegou".
Entretanto, todo "o processo é reexaminado em Lisboa com a intervenção da PIDE e, a pedido do Ministro do Ultramar, também por Óscar Ruas, antigo governador de Timor. Há críticas severas ao instrutor e apontam-se deficiências processuais".
Os 52 deportados timorenses e quatro que eram do movimento Permesta da Indonésia foram encontrados inocentes pela Polícia Internacional do Estado Português (PIDE), em Lisboa. Isto deu origem a informação, secreta, do ministério do Ultramar, de 30 de abril de 1963, a "inventona" foi perpetrada pelo Encarregado do Governo, tenente-coronel de infantaria Manuel de Albuquerque Gonçalves de Aguiar, do administrador da Câmara Municipal de Díli e diretor, interino, da Administração Civil, Abílio da Paixão Monteiro e o comandante da Polícia de Segurança Pública (PSP), Manuel Vieira da Câmara Júnior.    

## Carreira militar
Assentou como praça a 1 de novembro de 1929, como alferes 1 de novembro de 1932, como tenente em 1 de dezembro de 1936, como capitão em 15 de abril de 1943, como major em 3 de setembro de 1952, como tenente-coronel em 25 de novembro de 1956 e, finalmente, como coronel 13 de fevereiro de 1960. No dia 31 outubro de 1962 passou à reserva.

## Condecorações
A 3 de fevereiro de 1949 foi feito Oficial da Ordem Militar de Avis e a 12 de novembro de 1953 foi elevado a Comendador da Ordem Militar de Avis.